# Calamagrostis neesii
Calamagrostis neesii är en gräsart som beskrevs av Ernst Gottlieb von Steudel. Calamagrostis neesii ingår i släktet rör, och familjen gräs. Inga underarter finns listade i Catalogue of Life.